# Protium ferrugineum
Protium ferrugineum là một loài thực vật có hoa trong họ Burseraceae. Loài này được (Engl.) Engl. miêu tả khoa học đầu tiên năm 1883.